# Geografiska förbundet
Geografiska förbundet är en Stockholmsbaserad förening. Den bildades 1918 som en utbrytarförening från Svenska Sällskapet för Antropologi och Geografi (SSAG). Förbundet bildades av yngre geografer, bland dem kartografen Magnus Lundqvist, som reagerade mot den då rådande konservativa andan i SSAG.
Geografiska förbundet ordnar geografiska föredrag och exkursioner. Man delar även ut ett stipendium på 10 000 kr till en yngre geograf.